# 구인 (법률)
구인(拘引)이란 법원·재판장·판사가 피고인이나 증인을 법원이나 기타 지정한 장소로 인치하여 억류하는 재판 또는 그 집행을 의미한다. 구인 후에 구금이 불필요하다고 판단되면 그 인치일로부터 24시간 이내에 석방해야 한다. 형사소송법에서는 피고인이나 증인이 정당한 사유없이 소환 또는 동행명령에 불응할 경우 구속영장에 의하여 구인할 수 있다. 민사소송법에서는 형사소송법상 구인에 관한 규정을 준용한다.

## 참고 문헌
- 이 문서에는 다음커뮤니케이션(현 카카오)에서 GFDL 또는 CC-SA 라이선스로 배포한 글로벌 세계대백과사전의 내용을 기초로 작성된 글이 포함되어 있습니다.